# Вільнер Назер
Вільнер Назер (фр. Wilner Nazaire; нар. 30 травня 1950, Порт-о-Пренс, Гаїті) — гаїтянський футболіст, виступав на позиції захисника.

## Клубна кар'єра
Найкращим періодом в кар'єрі Вільнера була перша половина 70-х років XX століття. Вдала гра за столичний «Расінг Клюб Гаітьєн» та національну збірну Гаїті сприяла трансферу до французького «Валансьєна». У «Валенсьєні» Назер протягом 3 сезонів зіграв 18 матчів, після чого перейшов до «Фонт'єнблю», за який у 1976—1978 роках зіграв 38 матчів. Футбольну кар'єру завершував у скромному французькому клубі «Дамп'єр-Савої».

## Кар'єра в збірній
У збірній Гаїті Вільнер виступав у 70-х роках XX століття й був одним з творців найвищого успіху в історії ції команди — виходу на чемпіонат світу 1974 у ФРН. На чемпіонаті світу зіграв у 3-х матчах, у тому чслі й в програному (0:7) поєдинку проти Польщі. Вільнер Назер також брав участь у кваліфікації до Мундіалю в Аргентині, однак збірна Гаїті поступилася місцем на чемпіонаті світу збірній Мексики.

## Досягнення

### Клубні
«Валенсьєн»
- Дивізіон 2
  -  Чемпіон (1): 1974/75

### Збірні
- Переможець Чемпіонату націй КОНКАКАФ: 1973
- Срібний призер Чемпіонату націй КОНКАКАФ: 1971, 1977